# シュトース

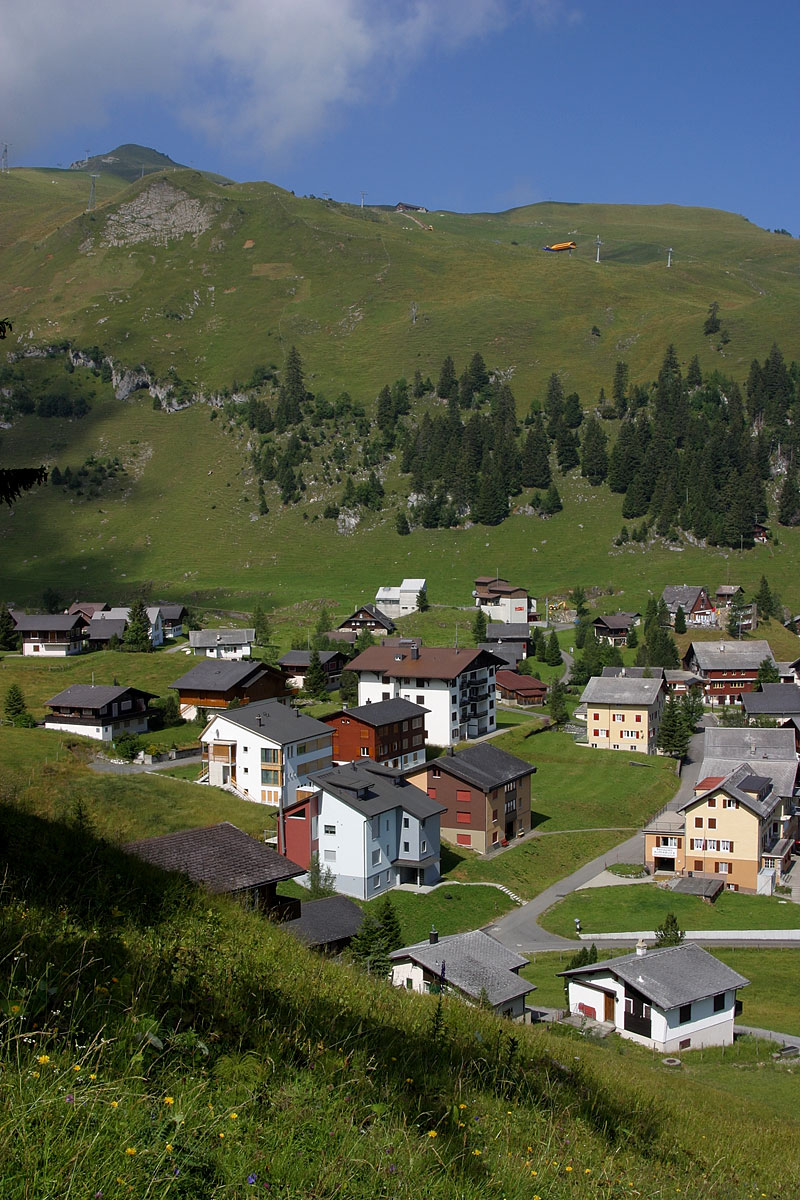
シュトトースの風景

シュトース(Stoos)は、スイス、シュヴィーツ州の基礎自治体、モールシャッハにある村である。標高は約1300mで、南西に標高1920mのフロンアルプシュトックがある。シュトゥースはカーフリー・リゾートとして知られ、ガソリン車の乗り入れが禁止されている。
シュヴィーツ郊外のシュラットリ(Schlattli)の麓駅からシュトースを結ぶケーブルカー「シュトースバーン」が2017年12月にリニューアル。最高勾配110％（1100パーミル）、2017年12月時点で世界一急勾配のケーブルカーとして生まれ変わった。長さ1720m、高低差744mの区間を約4分で結び、樽を繋げたような独特の客車が特徴となっている。
シュトースへのアクセスは、フィアヴァルトシュテッテ湖（ルツェルン湖）湖畔のモールシャッハ(Morschach)からロープウェイを利用する方法もある。